# Lego Star Wars III: The Clone Wars
Lego Star Wars III: The Clone Wars es un videojuego de Lego y Star Wars para PlayStation 3, PlayStation Portable, Xbox 360, Wii, Nintendo DS, Microsoft Windows y Nintendo 3DS lanzado entre el 19 y el 22 de marzo de 2011 Desarrollado por Traveller's Tales y publicado por LucasArts y TT Games. La trama del juego trata sobre las 2 primeras temporadas de Star Wars: La Guerra de los Clones.

## Jugabilidad
Se juega como los anteriores y puedes apuntar. Mejor calidad de personajes brillosos y 4 partidas.

## Novedades
- Puedes explorar con dos distintas naves y en el trayecto puedes comprar ladrillos rojos, personajes del videojuego, abrir puertas (algunas necesitan algunos ladrillos dorados y tal vez los 130).

- Cerca del escenario en el que inicias hay un ladrillo dorado, que al dispararle te permite destruir varios objetos para desbloquear otras cosas y ganar un poco de dinero.

- En la otra nave puedes ir a misiones extras o especiales de los planetas además por si fuera poco ir a misiones de cazarrecompensas.

## Personajes
- Obi-Wan Kenobi
- Anakin Skywalker
- Padme Amidala
- Comandante Cody
- Yoda
- Rolys
- Sargento Bope
- Sargento Loppo
- Bolato
- Skylighter
- Hiltor
- Sargento Ledd
- Commandante Leya
- Sargento Blorr
- Selcor
- Birlo
- Burlo
- Teniente Thire
- Jek
- Rys
- Ahsoka Tano
- Jar Jar Binks
- Capitán Rex
- Waxer
- Boil
- Mace Windu
- Comandante Ponds
- Ki Adi Mundi
- Kit Fisto
- Comandante Stone
- Aayla Secura
- Comandante Bly
- Wag Too
- Luminara Unduli
- Barriss Offee
- Soldado clon
- R3-S6
- R2-D2
- Plo Koon
- C-3PO
- Nahdar Vebb
- Comandante Fil
- Soldado Clon de armas pesadas
- Hevy
- Echo
- Fives
- Adi Gallia
- Eeth Koth
- Cad Bane
- Aurra Sing
- Robonino
- Shahan Alama
- HELIOS-3D
- IG-86
- AGOT-33
- Bitoo Guard
- Bitoo Guard (Captain)
- MagnaGuardia
- Conde Dooku
- Almirante Yularen
- Jango Fett
- R4-P17
- Neimodiano
- Droide de combate
- Super droide de combate
- Droide Gonk
- LEP Droide de Servicio
- Super droide de combate de oro
- Capitán Typho
- Reina Neeyutnee
- Comandante droide de combate
- Hondo Ohnaka
- Pirata rufián
- Senador Kharrus
- Tee Watt Kaa
- Turk Falso
- Droide sonda
- Habitante de Lurmen
- Maff Tulk (Separatists(Army(Commander))) (Neimoidian)
- Droide Air-Guard (Separatists) (LK-33)
- TX-20
- 5-B8 (Separatists)
- Droide Fox (Separatists) (Bill Timbor’s Bodyguard)
- Guardia geonosiano
- Soldado clon de entrenamiento
- Bib Fortuna
- Geonosiano no-muerto
- Droide destructor
- Super droide de combate pesado
- R6-H5
- Piloto Clon
- MSE-6
- Bill Timbor (Separatists(Navy(Captain)))
- TX-42 (Separatists) (Tactical Droid)
- Droide de combate Bomber (Separatists)
- Droide de combate Bomber commandante (Separatists)
- IG-102 Fog Droid (Separatists)
- Skako Guard (Separatists) (Human)
- Sionber Boll
- Bail Organa
- Droide de lujo
- Onaconda Farr
- Senador Philo
- Comando Senatorial (Capitán)
- Comando Senatorial
- Guardia Gamorreano
- General Grievous
- Asajj Ventress
- Dr. Nuvo Vindi
- Wat Tambor
- Lok Durd
- Poggle el Menor
- Nute Gunray
- Whorm Loathsom
- Canciller Palpatine
- Savage Opress
- Almirante Ackbar (Clásico)
- Capitán Antilles (Clásico)
- Chewbacca (Clásico)
- Han Solo (Clásico)
- Lando Calrissian (Clásico)
- Leia Organa (Clásica)
- Luke Skywalker (Clásico)
- Obi-Wan Kenobi (Clásico)
- Qui-Gon Jinn (Clásico)
- Comando Rebelde (Clásico)
- Wedge Antilles (Clásico)
- Boba Fett (Clásico)
- Greedo (Clásico)
- Darth Maul (Clásico)
- Darth Sidious (Clásico)
- Darth Vader (Clásico)
- Darth Vader dañado (Clásico)
- El aprendiz de Vader (Clásico)
- Guardia imperial (Clásico)
- Soldado clon sombra (Clásico)
- Soldado de asalto (Clásico)
- Incursor Tusken (Clásico)

## Niveles
Prólogo Arena Geonosiana

Asajj Ventress
1. El enemigo oculto - Christophsis
2. ¡Emboscada! - Rugosa
3. El virus sombra azul - Naboo
4. Tormenta sobre Ryloth - Ryloth
5. Incidentes en Ryloth - Ryloth
6. Libertad sobre Ryloth - Ryloth

El Conde Dooku
1. Batalla de Geonosis - Geonosis
2. General Gungan - Florrum
3. Jedi accidentado - Quell
4. Defensores de la paz - Maridun
5. La fábrica de armas - Geonosis
6. Legado de terror - Geonosis

General Grievous
1. Duelo de droides - Luna de Ruusan
2. La sombra de la amenaza - Luna muerta de Antar
3. Destruir la amenaza - Luna muerta de Antar
4. La guarida de Grievous - Vassek
5. Novatos - Luna de Rishi
6. La conspiración de Grievous - Saleucami

La bestia Zillo - Malastare
Reenes - Coruscant
Castillo maldito - Tatooine

## Modos de Juego
| N.º: | Nombre:    | ¿Qué Hace?:                                                                    | Jugadores:                                  |
| ---- | ---------- | ------------------------------------------------------------------------------ | ------------------------------------------- |
| 1    | Misiones   |                                                                                | Elige Grievous o A.Ventress y combate.      |
| 2    | Sistemas   | Viaja por los planetas donde haz estado y completa algunas misiones espaciales | 1-2                                         |
| 3    | Personajes | Cambias tus personajes para pasear por tus naves                               | 1-2                                         |
| 4    |            |                                                                                | Asalto de la República : Juega y diviertete |
| 5    |            |                                                                                |                                             |
| 6    | Arcade     |                                                                                | 2                                           |

## PSP
En este juego los personajes se compran como los anteriores, tiene minijuegos, menos cosas y estilos como el Lego Indiana Jones 2: The Adventure Continues.

## Basados
- Star Wars: Episode II - El Ataque de los Clones

- Star Wars: Episode III - La venganza de los Sith

- Star Wars: La Guerra de los Clones - La Serie (2008) (Temporadas 1 y 2)

- Star Wars: La Guerra de los Clones - La Película